# Castrillo de Onielo
Castrillo de Onielo település Spanyolországban, Palencia tartományban.  Lakosainak száma 91 fő (2024).

## Népesség
A település népessége az elmúlt években az alábbi módon változott:
| Lakosok száma | 173  | 154  | 129  | 122  | 121  | 118  | 102  | 98   | 108  | 91   |
|               | 2001 | 2004 | 2007 | 2009 | 2012 | 2014 | 2017 | 2019 | 2022 | 2024 |